# Gordon White
Gordon White (13. října 1942 – 1. dubna 1998) byl britský politolog a přední sinolog se zaměřením na současnou Čínu.

## Život
Gordon White vyrostl v rodině dělníka a učitelky v anglickém Newcastle-under-Lyme. Získal státní stipendium na univerzitě v Oxfordu, kde studoval klasickou antiku (Classical Mods & Greats). Další stipendium získal na Cornell University, kde absolvoval magisterské studium mykénské archeologie. V 60. letech 20. století se přidal k politické opozici vůči vietnamské válce a začal se věnovat studiu politologie. Na Cornellově univerzitě se také seznámil se svou první ženou Christine Pelzerovou, která se stala specialistkou na Vietnam. White pokračoval postgraduálním studiem na Stanfordově univerzitě, přičemž podnikl studijní cesty na Tchaj-wan a do Hongkongu.
V letech 1973 až 1977 vyučoval politologii na Australské národní univerzitě v Canbeře a od následujícího roku začal působit na multidisciplinárním Ústavu pro studium rozvojových zemí (Institute of Development Studies) Sussexské univerzity. kde mimo jiné sedm let vedl postgraduální studium. Podruhé se oženil s Barbarou Harrissovou, která přednášela o jižní Asii na Oxfordu. Byl celoživotním členem Labouristické strany.

## Dílo
Vydal 18 knih a téměř 100 článků, zejména o soudobé Číně. Zabýval se v nich školstvím, sociální stratifikací, kulturní revolucí, zemědělstvím, zaměstnaností, ekonomickými reformami, bankovnictvím a finančnictvím, centralizací, ideologií, teorií státu, demokratizací, občanskou společností, zmírňováním chudoby a reformou sociálního systému.

### Výběr z bibliografie
- The Politics of Class and Class Origin: The Case of the Cultural Revolution (1976)
- Micropolitics in Contemporary China: A Technical Unit During and After the Cultural Revolution (1980, spoluautor: Marc J. Bleecher)
- Party and Professionals: Political Role of Teachers in Contemporary China (1981)
- Revolutionary Socialist Development in the Third World (1983, spoluautoři: Robin Murray, Christine White)
- Democracy and Economic Reform in China (1991)
- Riding the Tiger: The Politics of Economic Reform in Post-Mao China (1993)
- In Search of Civil Society: Market Reform and Social Change in Contemporary China (1996, spoluautoři: Jude A. Howell, Shang Xiaoyuan)